# Joan Bou
Joan Bou Company (Valencia, 16 de enero de 1997) es un ciclista profesional español. Desde 2025 corre para el equipo Caja Rural-Seguros RGA.

## Palmarés
- Aún no ha conseguido ninguna victoria como profesional.

## Resultados  en Grandes Vueltas
| Carrera | Carrera         | 2018 | 2019 | 2020 | 2021  | 2022 | 2023 | 2024 |
| ------- | --------------- | ---- | ---- | ---- | ----- | ---- | ---- | ---- |
|         | Giro de Italia  | —    | —    | —    | —     | —    | —    | —    |
|         | Tour de Francia | —    | —    | —    | —     | —    | —    | —    |
|         | Vuelta a España | —    | —    | —    | 103.º | 83.º | —    | 72.º |

—: No participa

Ab.: Abandona

## Equipos
- Nippo-Vini Fantini (2017-2019)[3]
  - Nippo-Vini Fantini (2017)  (stagiaire)
  - Nippo-Vini Fantini-Europa Ovini (2018)
  - Nippo-Vini Fantini-Faizanè (2019)
- Euskaltel-Euskadi (2020-2024)
  - Fundación-Orbea (2020)[4]
  - Euskaltel-Euskadi (2020-2024)
- Caja Rural-Seguros RGA (2025-)